# 1017
1017 (MXVII) je bilo navadno leto, ki se je po julijanskem koledarju začelo na torek.

## Dogodki
- Nemško-poljska vojna (1002-18): ponovno neuspešna pogajanja o miru med cesarjem Henrikom II. in poljskim vojvodo Boleslavom Hrabrim. Henrikova vojska vpade na Poljsko, toda epidemija zaustavi vsako možnost uspeha.
- Knut Veliki, danski kralj Anglije, se poroči z Emo Normandijsko, vdovo leto dni prej preminulega kralja Ethelreda. Istega leta razdeli Anglijo na štiri grofije (ang. earldoms), guvernerske oblasti, ki ustrezajo prejšnjim štirim anglosaksonskim kraljevinam pred združitvijo Anglije.
- Langobardski plemič Meles iz Barija ob pomoči normanskih najemnikov uspešno vodi upor proti bizantinski nadoblasti.
- Po velikem požaru začno v Kijevu z gradnjo Zlatih vrat in katedralo Katedralo Svete Zofije.
- Umrlega barcelonskega grofa[1] Rajmonda Borella nasledi sin Berengar Rajmond I.
- Leto ustanovitve islamsko-gnostične ločine Druzov v Egiptu, iz katerega so kasneje izgnani v Libanon.

## Rojstva
- 28. oktober - Henrik III., rimski-nemški cesar († 1056)
- Ahimaaz ben Paltiel, italijanski judovski kronist, pesnik (* 1060)
- Mihael Psel, bizantinski književnik, filozof, politik in zgodovinar († po 1078) (približni datum)
- Ramanudža, hindujski guru in filozof († 1137)
- Zhou Dunyi, kitajski filozof († 1073)

## Smrti
- 6. julij - Genšin, japonski tendai budistični učenjak (* 942)
- Rajmond Borell, barcelonski grof (* 972)